# Lạc Thư

Cửu Cung Bát Quái Hà Đồ Lạc Thư

Bát Quái, Lạc Thư, và Hà Đồ là ba họa đồ được truyền lại từ thời xa xưa, có nguồn gốc là một phần di sản của truyền thống toán học và thần học Trung Quốc cổ đại (xem Kinh Dịch 易經), và là một biểu tượng quan trọng trong Phong Thủy (風水), nghệ thuật phong thủy liên quan đến vị trí của các đối tượng liên quan đến dòng chảy của qi (氣) "năng lượng tự nhiên". Mỗi họa đồ được truyền tụng, phát triển, và sử dụng với nhiều mục đích khác nhau. Bát quái gồm có: Bát quái tiên thiên và Bát quái hậu thiên. Hà Đồ và Lạc Thư thường được nhắc chung mặc dù lạc thư được sử dụng nhiều hơn do tính cách dễ hiểu.

## Hà đồ Lạc thư
Theo truyền thuyết xưa của Trung Quốc, trên sông Hoàng Hà đã từng xuất hiện con long mã trên mình có đồ (Đường vẽ ngoằn nghoèo) gọi là Hà đồ và trên sông Lạc Thủy xuất hiện con thần quy, trên lưng có thư gọi là Lạc thư. Do đó mà người ta đặt ra bát quái và cửu chương